# Acaxochitlán
Acaxochitlán est l'une des 84 municipalités de l'État d'Hidalgo, au centre-est du Mexique. La municipalité couvre une superficie de 238,87 km2.
Acaxochitlan a trois langues : le nahuatl, l'espagnol et l'otomi. En 2015, la municipalité comptait 43 774 habitants.